# Zuytpeene
Zuytpeene település Franciaországban, Nord megyében. Lakosainak száma 542 fő (2022. január 1.). Zuytpeene Wemaers-Cappel, Bavinchove, Cassel, Noordpeene, Ochtezeele és Clairmarais községekkel határos.

## Népesség
A település népessége az elmúlt években az alábbi módon változott:
| Lakosok száma | 533  | 527  | 543  | 524  | 516  | 518  | 512  | 527  | 542  |
|               | 2013 | 2015 | 2016 | 2017 | 2018 | 2019 | 2020 | 2021 | 2022 |